# Тютюн (растение)
Вижте пояснителната страница за други значения на Тютюн.
Тютюнът (Nicotiana) е род растения от семейство Картофови (Solanaceae).

## Употреба
От листата на някои видове тютюн, най-вече на често култивираните видове N. tabacum и N. rustica, се произвежда продукт, получен чрез сушене, който се използва главно за пушене на цигари и пури, по-рядко с лули или наргилета. Тютюнът също се използва като енфие, снус или за дъвчене. Ценността на листата се определя от количеството и качеството на алкалоида никотин, който упражнява специфично физиологично въздействие върху човешкия организъм.
От листата и стъблата на вида Nicotiana rustica („махорка“), характеризиращ се с високо никотиново съдържание, се получават никотинови препарати, от други видове се извличат алкалоидите анабазин и бетаин, от трети – лимонена и ябълчна киселина. Стъблата на тютюна са богати на калий, а след специална преработка служат за получаване на фина хартия. Семената на тютюна са богати на мазнини (38 – 40 %) и от тях могат да се получават висококачествени масла за технически цели.

## Видове
- Nicotiana acaulis Speg.[3]
- Nicotiana acuminata (Graham) Hook. – Manyflower Tobacco[3]
- Nicotiana africana Merxm.[3]
- Nicotiana alata Link & Otto – Winged Tobacco, Jasmine Tobacco, Tanbaku (Persian)[3]
- Nicotiana ameghinoi Speg.[3]
- Nicotiana amplexicaulis N. T. Burb.[3]
- Nicotiana arentsii Goodsp.[3]
- Nicotiana attenuata Torrey ex S. Watson – Coyote Tobacco[3]
- Nicotiana azambujae L. B. Smith & Downs[3]
- Nicotiana benavidesii Goodsp.[3]
- Nicotiana benthamiana Domin[3]
- Nicotiana bonariensis Lehm.[3]
- Nicotiana burbidgeae Symon[3]
- Nicotiana cavicola N. T. Burb.[3]
- Nicotiana clevelandii A. Gray[3]
- Nicotiana cordifolia Phil.[3]
- Nicotiana corymbosa J. Rémy[3]
- Nicotiana cutleri D'Arcy[3]
- Nicotiana debneyi Domin[3]
- Nicotiana excelsior (J. M. Black) J. M. Black[3]
- Nicotiana exigua H.-M. Wheeler[3]
- Nicotiana forgetiana Hemsl.[3]
- Nicotiana fragrans Hooker[3]
- Nicotiana glauca Graham – Tree Tobacco, Brazilian Tree Tobacco, Shrub Tobacco, Mustard Tree[3]
- Nicotiana glutinosa L.[3]
- Nicotiana goodspeedii H.-M. Wheeler[3]
- Nicotiana gossei Domin[3]
- Nicotiana hesperis N. T. Burb.[3]
- Nicotiana heterantha Kenneally & Symon[3]
- Nicotiana ingulba J. M. Black[3]
- Nicotiana kawakamii Y. Ohashi[3]
- Nicotiana knightiana Goodsp.[3]
- Nicotiana langsdorffii Weinm.[3]
- Nicotiana linearis Phil.[3]
- Nicotiana longibracteata Phil.[3]
- Nicotiana longiflora Cav.[3]
- Nicotiana maritima H.-M. Wheeler[3]
- Nicotiana megalosiphon Van Huerck & Müll. Arg.[3]
- Nicotiana miersii J. Rémy[3]
- Nicotiana mutabilis Stehmann & Samir[3]
- Nicotiana nesophila I. M. Johnston[3]
- Nicotiana noctiflora Hook.[3]
- Nicotiana nudicaulis S. Watson[3]
- Nicotiana occidentalis H.-M. Wheeler[3]
- Nicotiana obtusifolia M. Martens & Galeotti (previously designated N. trigonophylla) – Desert Tobacco, Punche, „Tabaquillo“[3]
- Nicotiana otophora Griseb.[3]
- Nicotiana paa Mart. Crov.[3]
- Nicotiana palmeri A. Gray[3]
- Nicotiana paniculata L.[3]
- Nicotiana pauciflora J. Rémy[3]
- Nicotiana petuniodes (Griseb.) Millán.[3]
- Nicotiana plumbaginifolia Viv.[3]
- Nicotiana quadrivalvis Pursh – replaces the following older classifications: N. multivalvis Lindl., N. plumbaginifolia Viv. var. bigelovii Torrey, N. bigelovii (Torrey) S. Watson.[3]
- Nicotiana raimondii J. F. Macbr.[3]
- Nicotiana repanda Willd. – Fiddleleaf Tobacco[3]
- Nicotiana rosulata (S. Moore) Domin[3]
- Nicotiana rotundifolia Lindl.[3]
- Nicotiana rustica L. – Aztec Tobacco, Mapacho[3]
- Nicotiana setchellii Goodsp.[3]
- Nicotiana simulans N. T. Burb.[3]
- Nicotiana solanifolia Walp.[3]
- Nicotiana spegazzinii Millán[3]
- Nicotiana stenocarpa H.-M. Wheeler[3]
- Nicotiana stocktonii Brandegee[3]
- Nicotiana suaveolens Lehm. – Australian Tobacco[3]
- Nicotiana sylvestris Speg. & Comes – South American Tobacco, Woodland Tobacco[3]
- Nicotiana tabacum L. – Commercial tobacco grown for the production of cigarettes, cigars, chewing tobacco, etc.[3]
- Nicotiana thrysiflora Bitter ex Goodsp.[3]
- Nicotiana tomentosa Ruiz & Pav.[3]
- Nicotiana tomentosiformis Goodsp.[3]
- Nicotiana truncata D. E. Symon[3]
- Nicotiana umbratica N. T. Burb.[3]
- Nicotiana undulata Ruiz & Pav.[3]
- Nicotiana velutina H.-M. Wheeler[3]
- Nicotiana wigandioides Koch & Fintelm.[3]
- Nicotiana wuttkei Clarkson & Symon[3]